# 鈍頭蛇科
鈍頭蛇科（学名：Pareidae）是蛇亞目下的一個科，科下包括四個屬，分布于中国南方、中南半岛、马来半岛、巴拉望岛、棉兰老岛、苏门答腊岛、爪哇岛和加里曼丹岛等东洋界地区。

## 分类历史
本科曾长期被视为游蛇科（Colubridae）的一个亚科，即钝头蛇亚科（Pareatinae Taylor，1965）。近年分子系统发育相关研究成果显示钝头蛇类并非游蛇科的一部分，且在高等蛇类中处于比较基础的地位，支持其科级地位。2018年，研究人员将原属于游蛇科闪皮蛇亚科（Xenodermatinae）的 Xylophis属归入本科，并建立新的 Xylophiinae亚科。

## 特征
钝头蛇类为小型陆栖蛇类，头大、颈细、吻宽钝；眼大；颔片左右交错排列，不形成颔沟。

## 生活习性
夜行性，以陆生肺螺亚纲动物（Pulmonata）如蜗牛、蛞蝓等为食。